# Катастрофа Boeing 737 под Сеферихисаром
Катастрофа Boeing 737 под Сеферихисаром — авиационная катастрофа, произошедшая вечером 2 января 1988 года. Авиалайнер Boeing 737-230 Advanced авиакомпании Condor Flugdienst выполнял плановый рейс DF3782 по маршруту Штутгарт—Измир, но при выполнении захода на посадку врезался в холм Дюментепе около Сеферихисара. Погибли все находившиеся на его борту 16 человек — 11 пассажиров и 5 членов экипажа.

## Самолёт
Boeing 737-230 Advanced (регистрационный номер D-ABHD, заводской 22635, серийный 774) был выпущен в 1981 году (первый полёт совершил 15 июня под тестовым б/н N8279V). 25 июня того же года был передан авиакомпании Condor Flugdienst, от которой с 1 октября 1982 года по 23 марта 1983 года его брала в лизинг материнская авиакомпания Lufthansa. Оснащён двумя турбореактивными двигателями Pratt & Whitney JT8D-17A. На день катастрофы налетал 19 334 часа.

## Экипаж и пассажиры
Состав экипажа рейса DF3782 был таким:
- Командир воздушного судна (КВС) — 48-летний Вольфганг Хехлер (нем. Wolfgang Hechler). Опытный пилот, проходил службу в Luftwaffe. Налетал 7584 часа, свыше 3500 из них на Boeing 737.
- Второй пилот — 33-летний Гельмут Цоллер (нем. Helmuth Zöller). Опытный пилот, налетал 2736 часов, 787 из них на Boeing 737.

В салоне самолёта работали три бортпроводника:
- Лотар Мюльмайстер (нем. Lothar Mühlmeister), 42 года.
- Сьюзан Эппле (нем. Susan Epple), 22 года.
- Сюзанна Кальтенбах (нем. Susanne Kaltenbach), 25 лет.

| Гражданство | Пассажиры | Экипаж | Всего |
| ----------- | --------- | ------ | ----- |
| ФРГ         | 0         | 5      | 5     |
| Турция      | 11        | 0      | 11    |
| Всего       | 11        | 5      | 16    |

## Расследование
Согласно окончательному отчёту расследования, катастрофа рейса DF3782 произошла из-за ошибочных действий экипажа в ходе использования навигационной системы, из-за которых они ввели в автопилот неправильные координаты курсового радиомаяка, пропустили поворот к взлётной полосе аэропорта Измира и в итоге, следуя по ошибочному маршруту, врезались в холм.
Также, согласно записи речевого самописца, в кабине экипажа была напряжённая обстановка — на протяжении всего захода на посадку и вплоть до столкновения с холмом КВС постоянно оскорблял второго пилота, причём как по поводу, так и без повода.